# اندری بودنی
اندری بودنی (انگلیسی: Andriy Budnyi؛ زادهٔ ۲۰ سپتامبر ۱۹۸۲) بازیکن فوتبال اهل اوکراین است.